# Chiesa di San Pietro Apostolo (San Martino in Pensilis)
La chiesa di San Pietro Apostolo, nota anche con il titolo di collegiata, è la parrocchiale di San Martino in Pensilis, in provincia di Campobasso e diocesi di Termoli-Larino; fa parte della zona pastorale di Larino-Campomarino.

## Storia
L'originaria chiesa di San Pietro Apostolo, edificata presumibilmente nel XVI secolo, all'inizio del Settecento versava in pessime condizioni ed era ormai inadatto per le necessità pastorali.
Nel 1728, in seguito alla traslazione in essa delle reliquie di san Leo, il luogo di culto fu oggetto di un importante rifacimento promosso dal vescovo di Larino Giovanni Andrea Tria.
La parrocchiale venne interessata da un restauro nel 1893 per sanare i danni provocati da un incendio causato da una folgore.
Nel corso degli anni novanta del Novecento fu condotto l'intervento di adeguamento liturgico secondo le usanze postconciliari mediante l'aggiunta dell'altare rivolto verso l'assemblea.

## Descrizione

### Esterno
La facciata della chiesa, rivolta a sudovest, è suddivisa da una cornice marcapiano in due registri, entrambi scanditi da lesene: quello inferiore presenta in posizione centrale il portale d'ingresso, al quale s'accede tramite una breve scalinata, mentre quello superiore è caratterizzato da una finestra e da due nicchie e concluso dal coronam mistilineo.
Annesso alla parrocchiale è il campanile a base quadrata, spartito in più ordini da cornici; la cella presenta su ogni lato una monofora ed è coronata dalla lanterna.

### Interno
L'interno dell'edificio si compone di un'unica ampia navata, sulla quale si affacciano le cappelle, introdotte da archi a tutto sesto, e le cui pareti sono scandite da lesene terminanti con capitelli compositi e sorreggenti la trabeazione modanata e aggettante sopra la quale si impostano le volte a botte lunettate; al termine dell'aula si sviluppa il presbiterio, rialzato di alcuni gradini e chiuso dall'abside, in cui trovano posto l'organo e la cantoria.
Qui sono conservate diverse opere di pregio, tra le quali l'altare maggiore, impreziosito da un'urna contenente le reliquie di san Leo, gli stalli del coro, costruiti intorno al 1750, la tela con soggetto San Nicola di Myra, dipinta nel Settecento, la cantoria, realizzata nel 1771, il fonte battesimale, risalente al XVI-XVII secolo